# Кривая Евдокса

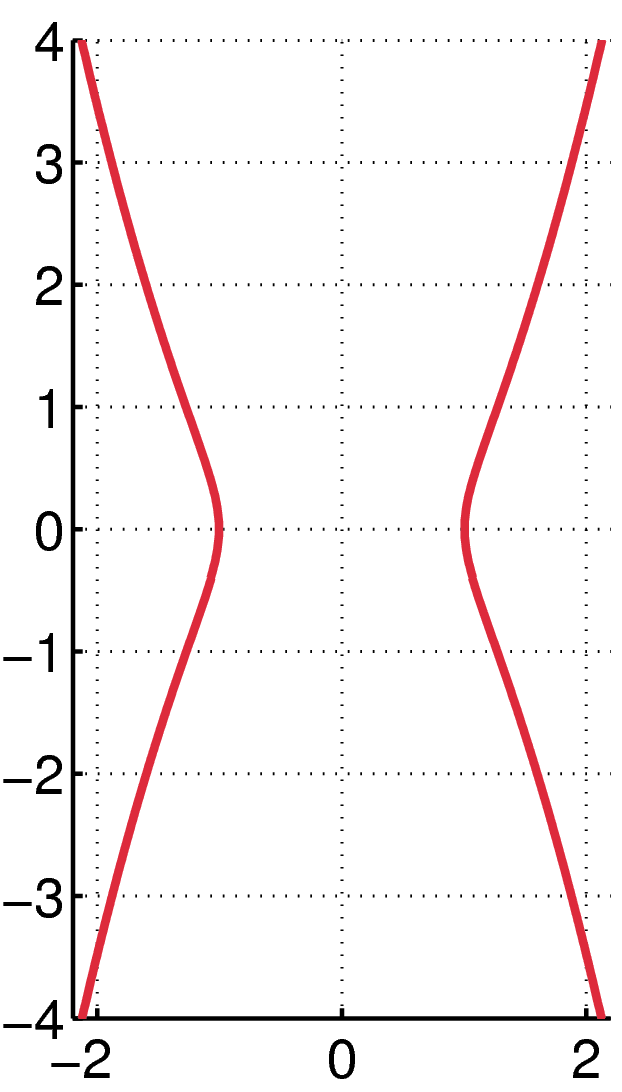
График кривой Евдокса с a = 1

Кривая Евдокса (др.-греч. καμπύλη [γραμμή] — кривая [линия]) — это кривая с уравнением в декартовых координатах
{\displaystyle x^{4}=a^{2}(x^{2}+y^{2}),}
из которого исключается решение x = y = 0.

## Альтернативные параметризации
В полярной системе координат кривая Евдокса имеет уравнение
{\displaystyle r=a\sec ^{2}\theta .}
Эквивалентно, кривая имеет параметрическое представление
{\displaystyle x=a\sec(t),\quad y=a\operatorname {tg} (t)\sec(t).}

## История
Эту кривую четвёртой степени изучал греческий астроном и математик Евдокс Книдский (408—347 годы до нашей эры) в связи с классической задачей удвоения куба.

## Свойства
Кривая Евдокса симметрична как относительно оси x, так и оси y. Она пересекает ось x в точках (±a, 0). Кривая имеет точки перегиба
{\displaystyle \left(\pm a{\frac {\sqrt {6}}{2}},\pm a{\frac {\sqrt {3}}{2}}\right)}
(четыре точки перегиба, по одной в каждом квадранте). Верхняя половина кривой асимптотически приближается к {\displaystyle x^{2}/a-a/2} при {\displaystyle x\to \infty }, и, фактически, можно записать
{\displaystyle y={\frac {x^{2}}{a}}{\sqrt {1-{\frac {a^{2}}{x^{2}}}}}={\frac {x^{2}}{a}}-{\frac {a}{2}}\sum _{n=0}^{\infty }C_{n}\left({\frac {a}{2x}}\right)^{2n},}
где
{\displaystyle C_{n}={\frac {1}{n+1}}{\binom {2n}{n}}}
является {\displaystyle n}-м числом Каталана.